# Arboretum Křtiny

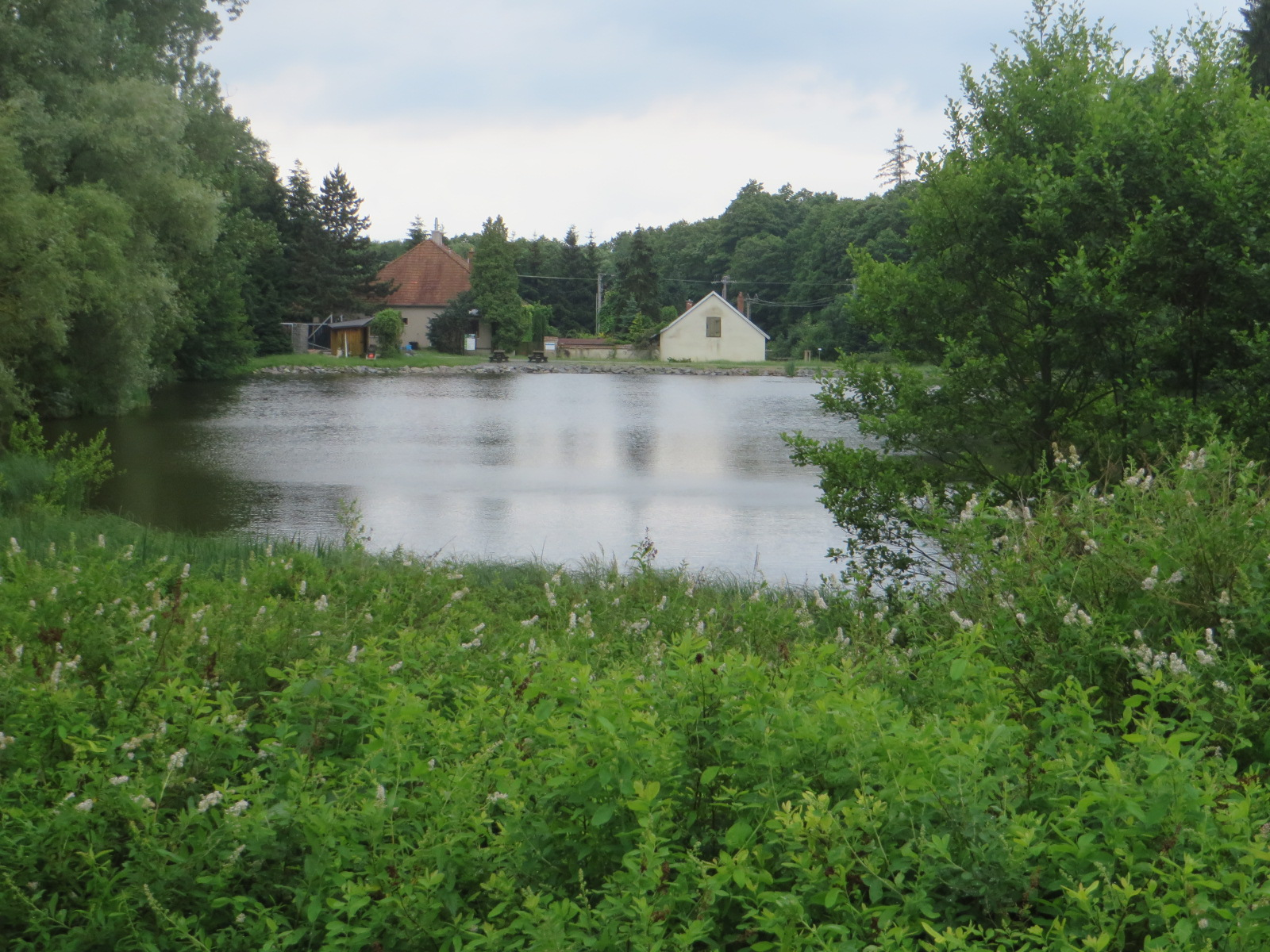
Rybník Na Lukách v Arboretu Křtiny

Arboretum ve Křtinách je nejstarší a největší arboretum na Školním lesním podniku "Masarykův les" Křtiny, který spadá pod Mendelovu univerzitu v Brně. Nachází se zhruba na polovině cesty mezi městysi Křtiny a Jedovnice v okrese Blansko v Jihomoravském kraji.

## Historie

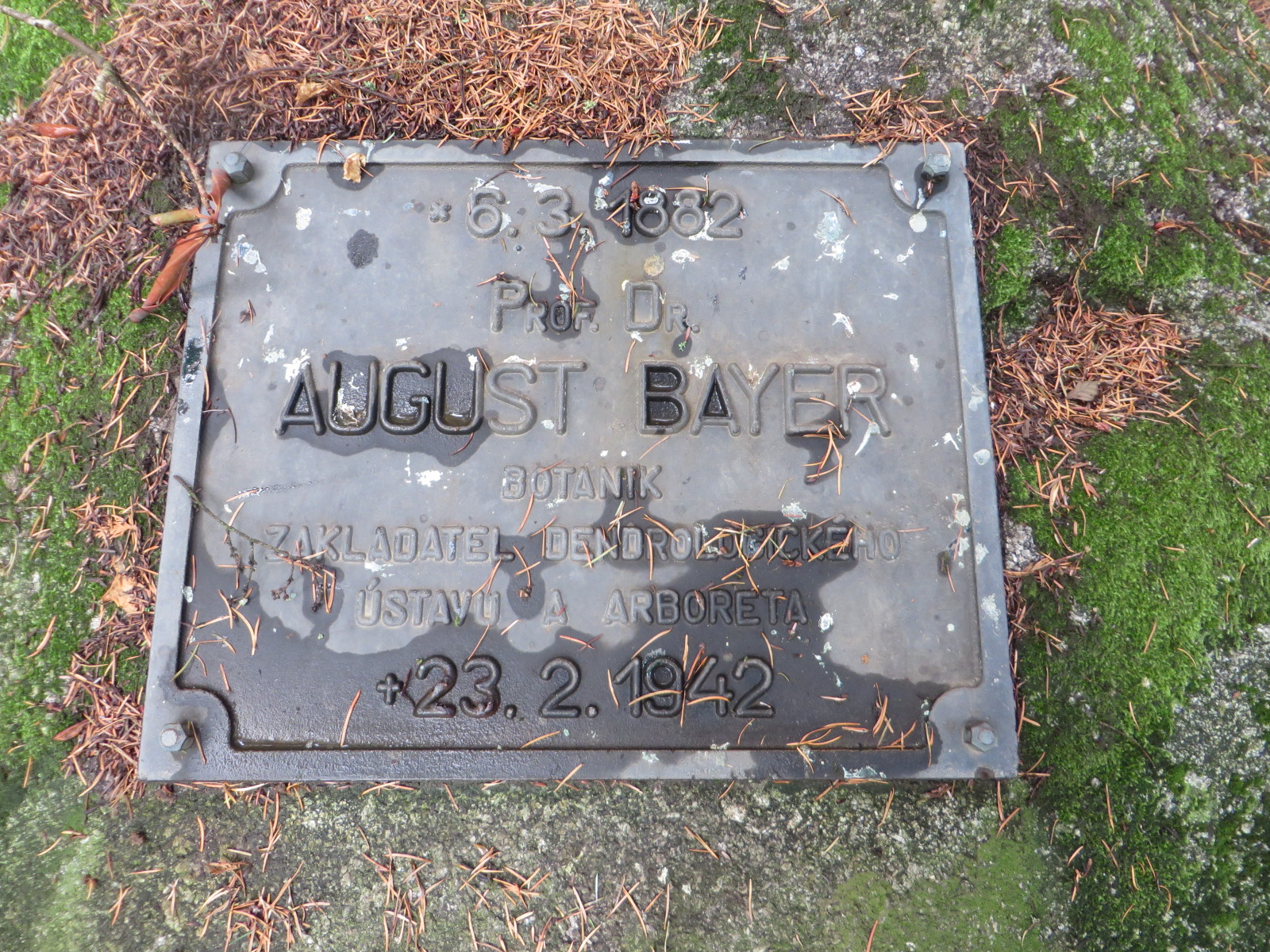
Bayerův památník v areálu arboreta

Arboretum založil v letech 1928–1930 profesor August Bayer, zakladatel Dendrologického ústavu Lesnické fakulty nově zřízené Vysoké školy zemědělské v Brně (dnes Mendelova univerzita). Arboretum bývalo nejdříve přístupné jen mimořádně a na objednávku, avšak v roce 1995 byla založena nadace profesora Bayera, která si mimo jiné uložila za cíl, aby arboretum bylo zpřístupněno veřejnosti. V současnosti je arboretum Křtiny v průběhu roku pro veřejnost přístupné vždy o víkendu, a to po celé vegetační období mezi Dny otevřených dveří, které jsou pořádány na konci měsíce května a na začátku měsíce října. Hromadným exkurzím je umožněn vstup po celý rok na základě předchozí domluvy.

## Současnost

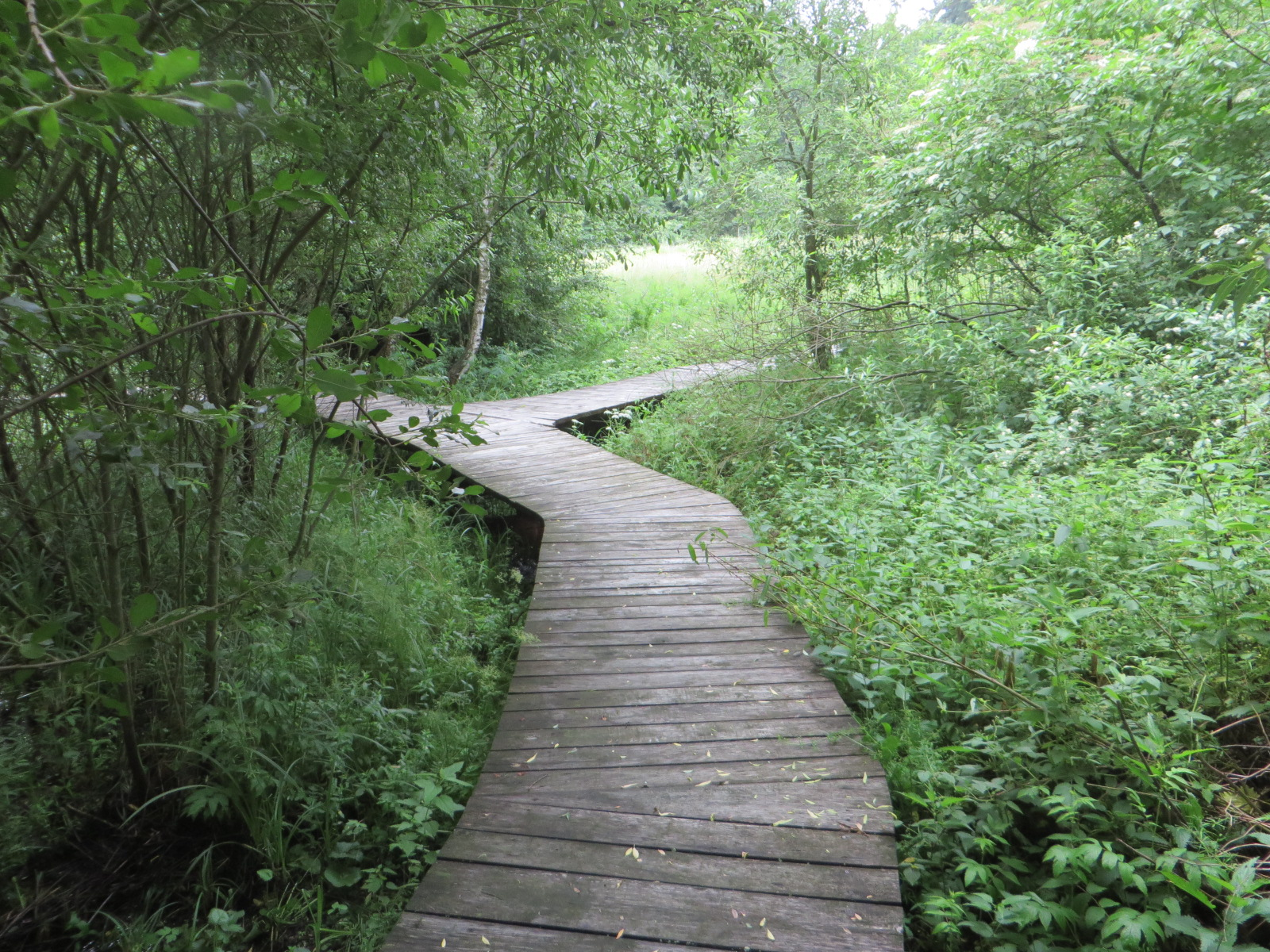
Areál Arboreta Křtiny

Arboretum se rozkládá na ploše 23 hektarů v nadmořské výšce 450-500 metrů. Jeho součástí je rybník, rašeliniště a vřesoviště. Geologickým podkladem je pískovec, místy překrytý sprašovými hlínami.
Základní dřeviny vysázené v arboretu pocházely ze zahrady Dendrologické společnosti v Průhonicích. Mnoho cenných dřevin dovezl prof. Bayer ze svých četných cest po Evropě. Postupně byly vysazovány dřeviny i z jiných částí světa. Evidováno je zde na 1 000 taxonů dřevin, z toho je přes 200 druhů kříženců a kultivarů vrb. Nejvzácnější dřevinou je pajehličník přeslenitý (Sciadopitys verticillata), pocházející z Japonska.
V arboretu je rozmístěna celá řada dřevěných plastik a sousoší, vytvořených studenty Lesnické a dřevařské fakulty Mendelovy univerzity v Brně při pořádaných sochařských sympoziích. Je zde také venkovní výukový amfiteátr a 3 prohlídkové okruhy, které mají různé téma. Projití jednoho prohlídkového okruhu trvá přibližně 1 hodinu.
Několik desítek metrů od arboreta leží Přírodní rezervace Bayerova s památníkem A. Bayera.
Arboretum Křtiny je atraktivním místem, a často se zde konají svatební obřady nebo se sem jezdí novomanželé fotografovat .